# Pere Formiguera i Sala
Pere Formiguera i Sala   (Barcelona, 1952 - Barcelona, 9 de maig de 2013) va ser un fotògraf català. Pertanyia a la primera generació de fotògrafs espanyols que va adoptar la fotografia com a mitjà artístic. Fotògraf, escriptor, historiador, col·leccionista i comissari d'exposicions, llicenciat en Història de l'Art per la Universitat Autònoma de Barcelona.
Va ser membre fundador del desaparegut grup artístic-fotogràfic Alabern. Era un grup que reivindicava la fotografia d'autor als inicis de la dècada de 1970, format per Rafael Navarro Garralaga, Manuel Esclusa, Joan Fontcuberta, Toni Catany, Koldo Chamorro i Mariano Zuzunaga. Amb Joan Fontcuberta van treballar conjuntament sovint i en van sorgir diverses exposicions i el llibre de fotografies Fauna secreta, que van publicar el 1983.
La seva obra fotogràfica es pot trobar a les col·leccions de museus com ara el MOMA de Nova York, el Museu Nacional Centre d'Art Reina Sofia de Madrid MNAC, el MACBA i CCCB a Barcelona o el Museo Universidad de Navarra.
Va publicar també tres novel·les: Nirvana, El temps del desconcert i HOP.

## Reconeixements
El 1994, el Ministeri de Cultura va atorgar el premi al millor llibre infantil de l'any a Patufet, del qual Formiguera va fer les il·lustracions, el disseny i la fotografia. El 1997, el seu llibre de fotografies Se llama cuerpo va obtenir el premi Innovation a la Fira Internacional de Bolonya. L'any 2010 va rebre el Premi Extraordinari Ciutat de Sant Cugat —població on residia— per la seva trajectòria artística.